# Cleistes strangii
Cleistes strangii är en orkidéart som beskrevs av Guido Frederico João Pabst. Cleistes strangii ingår i släktet Cleistes, och familjen orkidéer. Inga underarter finns listade i Catalogue of Life.